# Pyrus magyarica
Pyrus magyarica är en rosväxtart som beskrevs av Terpó. Pyrus magyarica ingår i släktet päronsläktet, och familjen rosväxter. Inga underarter finns listade i Catalogue of Life.